# Nédong
 Nédong ou Nétong (tibétain : སྣེ་གདོང་, Wylie : sne gdong ; translittération en chinois : 乃东村 ; pinyin : nǎidōng cūn) est un village de la région autonome du Tibet, situé dans le bourg-canton de Tsetang, Xian de Nêdong dans la Préfecture de Shannan (ou Loka). Elle fut la capitale de Changchub Gyaltsen, un chef kagyüpa du monastère de Phagmodru, d'où il gouverna de grandes parties du Tibet, à quelques centaines de kilomètre au sud-est de Lhassa, étendant son influence au Kham, au Tibet oriental et au nord-est de l'Amdo.

## Histoire
La ville  et le dzong de Nédong constituaient entre 1349 et le XVe siècle la capitale de la dynastie Phagmodrupa, disparue en 1434.
C’est vers 1354 que Changchub Gyaltsen réorganisa la division en 13 myriarchies (thikor chusum) mis en place sous le régime Sakya-Yuan en créant les dzong,.
Après l'invasion de Nédong par les Rinpungpa, Kunga Lekpa est contraint d'abdiquer en 1481.